# Louis Hardiquest
Louis Hardiquest (Hoegaarden, 15 oktober 1910 - aldaar, 20 januari 1991) was een Belgisch wielrenner. Hij was beroepsrenner van 1932 tot 1940. In 1935 won hij Parijs-Belfort en in 1936 won hij de Ronde van Vlaanderen.

## Resultaten in voornaamste wedstrijden
| Jaar | Ronde van Vlaanderen | Parijs-Roubaix | Luik-Bast.‑Luik | Parijs-Brussel |
| ---- | -------------------- | -------------- | --------------- | -------------- |
| 1934 |                      | 8e             |                 | 10e            |
| 1935 |                      |                | Brons           | Zilver         |
| 1936 | ↑                    |                | 6e              | Brons          |
| 1937 | ↑                    |                |                 | 30e            |
| 1938 | 4e                   | ↑              | 7e              |                |